# Кихрей
Кихрей в гръцката митология, е син на морския бог Посейдон и нимфата Саламина, дъщеря на речния бог Азоп.
Кихрей става цар на остров Саламин, след като убива змията, която опустошавала острова. Негова съпруга е нимфата Стилба. Техни дъщери са Харикло, съпругата на кентавъра Хирон, както и Главка, която се омъжва за Теламон. Теламон наследява царството на Кихрей.